# Umberto Bronzo
Umberto Bronzo (Scandiano, 29 dicembre 2000) è un pallamanista italiano, attualmente svincolato.

## Carriera

### Club

#### Albatro Siracusa
Figlio di Corrado Bronzo stella della Nazionale Italiana degli anni novanta, nasce a Scandiano e muove i suoi primi passi nella società dell'Albatro Siracusa, facendo tutta la trafila nelle giovanili, arrivando a calcare la massima serie a sedici anni.
L'11 febbraio 2017, Bronzo pedina fissa della formazione siracusana, vivrà un momento particolarmente emozionante. Infatti durante il match tra l'Albatro e lo Junior Fasano, nel secondo tempo il padre Corrado, stella della pallamano italiana, farà il suo ingresso in campo a dare man forte alla squadra siracusana tornando a giocare una gara in massima serie sette anni dopo l'ultima apparizione.

#### Junior Fasano
Il 6 luglio 2018 passa ai campioni d'Italia della Junior Fasano. Con la squadra Under 21 della formazione biancoblù diventa vicecampione d'Italia e viene eletto come miglior ala destra della categoria.
Il 2 gennaio 2019 viene votato come miglior giocatore Under20 nell'ambito dei FIGH Awards.

#### Ego Siena
L'anno successivo passa all'Ego Handball Siena, alla corte del tecnico siracusano Alessandro Fusina. Con la squadra bianconera raggiunge una finale di Coppa Italia, persa poi contro il Bozen.

#### Raimond Sassari e la parentesi Dunkerque
Il 22 giugno 2021 viene ufficializzato il suo passaggio alla squadra isolana della Raimond Sassari. Il 6 febbraio 2022 vince il suo primo trofeo di club, conquistando la Coppa Italia alle spese del Conversano. La stagione successiva raggiunge la finale scudetto, eliminando i favoriti del Brixen in semifinale, perdendola in tre gare contro la sua ex squadra della Junior Fasano.
Il 4 gennaio 2023, la società francese del Dunkerque annuncia la firma di Bronzo con un contratto di due anni a partire dalla stagione 2023-2024. L'approccio con a nuova realtà è difficile, con Bronzo che calca poco il campo da gioco e segna solamente 7 reti in 13 presenze da agosto a dicembre. Proprio il 22 dicembre la società francese comunica la risoluzione consensuale del contratto con il giocatore, che nella serata del giorno stesso viene annunciato dal Sassari.

### Nazionale
Con la Nazionale Under18 conquista gli Europei di Seconda Divisione nel 2018.
Bronzo entra nell'orbita della nazionale Italiana all'età di 18 anni, conquistando la sua prima convocazione in Nazionale maggiore per le qualificazioni agli EHF EURO 2020.
Il 12 maggio 2024 è tra i protagonisti nella gara disputata a Podgorica contro il Montenegro, dove l’Italia vincendo 34 a 32 ottiene la qualificazione ai mondiali 2025 ventisette anni dopo l’ultima volta.
Il 4 dicembre 2024 viene inserito nella long list dei convocati per il ritiro pre Mondiale 2025.

## Palmarès

### Club
- Coppa Italia: 1

Sassari: 2021-22

### Nazionale

#### Giovanile
- Campionato europeo maschile Under 18 - Seconda Divisione:

2018

### Individuale
- FIGH Awards:

Miglior giocatore Under20 2018
- Youth League:

Miglior ala destra (2018-19)

## Statistiche

### Presenze e reti nei club
Statistiche aggiornate al 3 maggio 2025.
| Stagione             | Squadra         | Campionato      | Campionato | Campionato | Coppe nazionali | Coppe nazionali | Coppe nazionali | Coppe continentali | Coppe continentali | Coppe continentali | Altre coppe | Altre coppe | Altre coppe | Totale | Totale |
| Stagione             | Squadra         | Comp            | Pres       | Reti       | Comp            | Pres            | Reti            | Comp               | Pres               | Reti               | Comp        | Pres        | Reti        | Pres   | Reti   |
| -------------------- | --------------- | --------------- | ---------- | ---------- | --------------- | --------------- | --------------- | ------------------ | ------------------ | ------------------ | ----------- | ----------- | ----------- | ------ | ------ |
| 2015-2016            | Albatro         | A               | 7          | 7          | CI              | 3               | 4               | -                  | -                  | -                  | -           | -           | -           | 10     | 11     |
| 2016-2017            | Albatro         | A               | 17         | 20         | CI              | 1               | 0               | -                  | -                  | -                  | -           | -           | -           | 18     | 20     |
| 2017-2018            | Albatro         | A               | 26         | 135        | CI              | 0               | 0               | -                  | -                  | -                  | -           | -           | -           | 26     | 135    |
| Totale Albatro       | Totale Albatro  | Totale Albatro  | 50         | 162        |                 | 4               | 4               |                    | -                  | -                  |             | -           | -           | 54     | 166    |
| 2018-2019            | Junior Fasano   | A               | 26         | 106        | CI              | 1               | 1               | -                  | -                  | -                  | -           | -           | -           | 27     | 107    |
| 2019-2020            | Siena           | A               | 20         | 82         | CI              | 3               | 17              | -                  | -                  | -                  | -           | -           | -           | 23     | 99     |
| 2020-2021            | Siena           | A               | 23         | 88         | CI              | 1               | 3               | EC                 | 2                  | 4                  | -           | -           | -           | 26     | 95     |
| Totale Siena         | Totale Siena    | Totale Siena    | 43         | 170        |                 | 4               | 20              |                    | 2                  | 4                  |             | -           | -           | 49     | 194    |
| 2021-2022            | Sassari         | A               | 26         | 113        | CI              | 3               | 13              | EC                 | 4                  | 13                 | -           | -           | -           | 33     | 139    |
| 2022-2023            | Sassari         | A               | 32         | 159        | CI              | 1               | 6               | EC                 | 2                  | 10                 | SI          | 1           | 5           | 36     | 180    |
| 2023-2024            | Dunkerque       | D1              | 13         | 7          | -               | -               | -               | -                  | -                  | -                  | -           | -           | -           | 13     | 7      |
| gen. 2024- giu. 2024 | Sassari         | A               | 13         | 68         | CI              | 1               | 3               | -                  | -                  | -                  | -           | -           | -           | 14     | 71     |
| 2024-2025            | Sassari         | A               | 26         | 122        | CI              | 1               | 1               | EC                 | 4                  | 22                 | -           | -           | -           | 31     | 145    |
| Totale Sassari       | Totale Sassari  | Totale Sassari  | 107        | 484        |                 | 6               | 23              |                    | 8                  | 45                 |             | 1           | 5           | 114    | 557    |
| Totale carriera      | Totale carriera | Totale carriera | 230        | 919        |                 | 15              | 48              |                    | 10                 | 49                 |             | 1           | 5           | 257    | 1020   |

### Cronologia, presenze e reti in nazionale
Aggiornato al 11 maggio 2025
| Data       | Città             | In casa    | Risultato | Ospiti     | Competizione                 | Reti |
| ---------- | ----------------- | ---------- | --------- | ---------- | ---------------------------- | ---- |
| 24-10-2018 | Mosca             | Russia     | 34-20     | Italia     | Qual. Euro20                 | 2    |
| 27-10-2018 | Padova            | Italia     | 22-30     | Ungheria   | Qual. Euro20                 |      |
| 10-04-2019 | Faenza            | Italia     | 26-23     | Slovacchia | Qual. Euro20                 |      |
| 14-04-2019 | Považská Bystrica | Slovacchia | 23-26     | Italia     | Qual. Euro20                 |      |
| 13-06-2019 | Busto Arsizio     | Italia     | 23-30     | Russia     | Qual. Euro20                 |      |
| 16-06-2019 | Kecskemét         | Ungheria   | 32-29     | Italia     | Qual. Euro20                 |      |
| 08-11-2020 | Pescara           | Italia     | 24-39     | Norvegia   | Qual. Euro22                 |      |
| 16-03-2022 | Padova            | Italia     | 28-29     | Slovenia   | Qual. Mondiali 2023          | 7    |
| 20-03-2022 | Celje             | Slovenia   | 28-21     | Italia     | Qual. Mondiali 2023          | 4    |
| 27-06-2022 | Arzew             | Egitto     | 38-35     | Italia     | Giochi del Mediterraneo 2022 |      |
| 13-10-2022 | Katowice          | Polonia    | 30-23     | Italia     | Qual. Euro24                 | 1    |
| 16-10-2022 | Pescara           | Italia     | 29-40     | Francia    | Qual. Euro24                 | 5    |
| 27-04-2023 | Vigevano          | Italia     | 29-31     | Polonia    | Qual. Euro24                 | 6    |
| 30-04-2023 | Rouen             | Francia    | 41-27     | Italia     | Qual. Euro24                 |      |
| 01-11-2023 | Sakarya           | Turchia    | 37-28     | Italia     | Qual. Mondiali 2025          |      |
| 05-11-2023 | Chieti            | Italia     | 37-27     | Turchia    | Qual. Mondiali 2025          |      |
| 09-05-2024 | Conversano        | Italia     | 32-26     | Montenegro | Qual. Mondiali 2025          | 13   |
| 12-05-2024 | Podgorica         | Montenegro | 32-34     | Italia     | Qual. Mondiali 2025          | 8    |
| 10-11-2024 | Fasano            | Italia     | 31-30     | Serbia     | Qual. Euro26                 | 2    |
| 14-01-2025 | Herning           | Italia     | 32-25     | Tunisia    | Mondiali 2025 - 1º turno     |      |
| 16-01-2025 | Herning           | Italia     | 32-23     | Algeria    | Mondiali 2025 - 1º turno     |      |
| 18-01-2025 | Herning           | Danimarca  | 39-20     | Italia     | Mondiali 2025 - 1º turno     | 4    |
| 21-01-2025 | Herning           | Rep. Ceca  | 18-25     | Italia     | Mondiali 2025 - Main Round   | 2    |
| 23-01-2025 | Herning           | Italia     | 27-34     | Germania   | Mondiali 2025 - Main Round   |      |
| 25-01-2025 | Herning           | Italia     | 25-33     | Svizzera   | Mondiali 2025 - Main Round   |      |
| 13-03-2025 | Jelgava           | Lettonia   | 30-35     | Italia     | Qual. Euro26                 | 1    |
| 16-03-2025 | Oristano          | Italia     | 41-30     | Lettonia   | Qual. Euro26                 | 5    |
| 08-05-2025 | Fasano            | Italia     | 29-33     | Spagna     | Qual. Euro26                 | 1    |
| 11-05-2025 | Kraljevo          | Serbia     | 28-24     | Italia     | Qual. Euro26                 | 1    |
| Totale     |                   | Presenze   | 29        |            | Reti                         | 62   |